# Costa Rica nos Jogos Pan-Americanos de 2019
A Costa Rica competiu nos Jogos Pan-Americanos de 2019 em Lima, Peru, de 26 de julho a 11 de agosto de 2019.
Em 11 de julho de 2019, o Comitê Olímpico da Costa Rica nomeou oficialmente uma equipe de 85 atletas (44 homens e 41 mulheres) para competir em 24 esportes.
Durante a cerimônia de abertura dos jogos, a futebolista Shirley Cruz foi a porta-bandeira do país.
Nesta edição dos jogos, a Costa Rica ganhou cinco medalhas, o segundo melhor desempenho do país em uma única edição dos jogos (a melhor performance foram as 11 medalhas conquistadas em 1987).

## Atletas
Abaixo está a lista do número de atletas (por gênero) participando dos jogos por esporte/disciplina.
| Esporte               | Masculino | Feminino | Total |
| --------------------- | --------- | -------- | ----- |
| Atletismo             | 4         | 4        | 8     |
| Badminton             | 1         | 1        | 2     |
| Boliche               | 2         | 2        | 4     |
| Boxe                  | 1         | 1        | 2     |
| Canoagem              | 1         | 0        | 1     |
| Caratê                | 1         | 3        | 4     |
| Ciclismo              | 5         | 2        | 7     |
| Esgrima               | 0         | 1        | 1     |
| Fisiculturismo        | 1         | 0        | 1     |
| Futebol               | 0         | 18       | 18    |
| Ginástica             | 2         | 2        | 4     |
| Golfe                 | 2         | 0        | 2     |
| Hipismo               | 2         | 0        | 2     |
| Judô                  | 0         | 1        | 1     |
| Levantamento de peso  | 2         | 1        | 3     |
| Lutas                 | 1         | 0        | 1     |
| Natação               | 3         | 1        | 4     |
| Patinação sobre rodas | 2         | 0        | 2     |
| Raquetebol            | 2         | 1        | 3     |
| Surfe                 | 3         | 1        | 4     |
| Taekwondo             | 2         | 2        | 4     |
| Tiro esportivo        | 2         | 0        | 2     |
| Triatlo               | 0         | 1        | 1     |
| Voleibol              | 2         | 2        | 4     |
| Total                 | 41        | 44       | 85    |